# It’s a Heartache
It’s a Heartache ist ein Lied, das die walisische Sängerin Bonnie Tyler im Jahr 1977 als Single veröffentlichte und das auch 1978 auf ihrem zweiten Studioalbum Natural Force erschien. Tylers Version verkaufte sich mehr als sechs Millionen Mal.

## Entstehung und Veröffentlichung
Geschrieben und produziert wurde die Soft-Rock-Ballade gemeinsam von Ronnie Scott und Steve Wolfe, den damaligen Manager von Bonnie Tyler. Bei der Produktion bekamen die beiden Unterstützung durch David Mackay.
Die Erstveröffentlichung von It’s a Heartache erfolgte als Single am 4. November 1977 bei RCA Victor. Diese erschien mit der B-Seite Got So Used to Loving You (Katalognummer: PB 5057). Im Folgejahr erschienen weitere Singleausführungen mit den B-Seiten It’s About Time (Katalognummer: PB-11249), Lost in France (Katalognummer: PB 5072) und More Than a Lover (Katalognummer: SS-3139). Am 19. Mai 1978 erschien das Lied als Teil von Tylers zweiten Studioalbum Natural Force (Katalognummer: PL 25152).
Um das Lied zu bewerben, trat Tyler im deutschsprachigen Raum unter anderem in der ZDF-Sendung disco vom 20. Februar 1978 auf.

## Rezeption
Zum Veröffentlichungszeitraum verglich Lynn Van Martre vom Chicago Tribune Tylers Stimme mit Rod Stewart, der das Lied später auch coverte.

## Kommerzieller Erfolg

### Chartplatzierungen
It’s a Heartache avancierte zum Nummer-eins-Hit in Norwegen und Schweden. Darüber hinaus erreichte es Top-10-Platzierungen in Belgien-Flandern und Deutschland (je Rang 2), den Niederlanden, Österreich, der Schweiz und den Vereinigten Staaten (je Rang 3) sowie in Neuseeland und dem Vereinigten Königreich (je Rang 4).
| ChartsChartplatzierungen       | Höchstplatzierung | Wochen |
| ------------------------------ | ----------------- | ------ |
| Deutschland (GfK)              | 2 (22 Wo.)        | 22     |
| Österreich (Ö3)                | 3 (20 Wo.)        | 20     |
| Schweiz (IFPI)                 | 3 (15 Wo.)        | 15     |
| Vereinigte Staaten (Billboard) | 3 (21 Wo.)        | 21     |
| Vereinigtes Königreich (OCC)   | 4 (12 Wo.)        | 12     |

| ChartsJahrescharts (1978)      | Platzierung |
| ------------------------------ | ----------- |
| Deutschland (GfK)              | 20          |
| Österreich (Ö3)                | 9           |
| Schweiz (IFPI)                 | 12          |
| Vereinigte Staaten (Billboard) | 24          |

### Auszeichnungen für Musikverkäufe
Quellen zufolge verkaufte sich die Single über sechs Millionen Mal, davon sind 2,5 Millionen Einheiten mit Schallplattenauszeichnungen belegt.
| Land/Region                  | Auszeichnungen für Musikverkäufe (Land/Region, Auszeichnung, Verkäufe) | Verkäufe  |
| ---------------------------- | ---------------------------------------------------------------------- | --------- |
| Frankreich (SNEP)            | Platin                                                                 | 1.000.000 |
| Kanada (MC)                  | Gold                                                                   | 75.000    |
| Vereinigte Staaten (RIAA)    | Gold                                                                   | 1.000.000 |
| Vereinigtes Königreich (BPI) | Gold                                                                   | 500.000   |
| Insgesamt                    | 3× Gold · 1× Platin ·                                                  | 2.575.000 |

## Coverversionen

### Wencke Myhre
In Deutschland wurde 1978 die Version von Wencke Myhre mit dem Titel Laß mein Knie, Joe populär. Der deutsche Text stammt von Wolfgang Hofer, während das Cover von Günter Henne produziert wurde.
Wencke Myhre sang den Titel zweimal in der ZDF-Hitparade, zu einer Zeit, als diese nach Verkaufszahlen organisiert war. Erstmals war das Lied am 3. April 1978 auf Platz 15 platziert, Myhre war jedoch nicht anwesend. Am 1. Mai und am 29. Mai 1978 (jeweils Platz vier) sang Wencke Myhre den Song, am 26. Juni 1978 (Platz neun) war sie wiederum nicht im Studio. Auch in der Sendung disco war Wencke Myhre mit It’s a Heartache zu Gast, am 20. März 1978, einen Monat bzw. eine Ausgabe nach Bonnie Tyler.
In der ZDF-Show 50 Jahre ZDF-Hitparade am 27. April 2019 sangen Bonnie Tyler und Wencke Myhre eine gemeinsame deutsch-englische Version.
| ChartsChartplatzierungen | Höchstplatzierung | Wochen |
| ------------------------ | ----------------- | ------ |
| Deutschland (GfK)        | 16 (12 Wo.)       | 12     |

### Weitere Coverversionen
Es existieren zahlreiche weitere Coverversionen, unter anderem von Juice Newton 1978, die auch die Charts erreichte. David Johansen von den New York Dolls veröffentlichte eine Liveversion. Dave & Sugar brachten 1981 eine Country-Rock-Version heraus. Weitere Coverversionen existieren unter anderem von:
- Rod Stewart
- Dana Winner
- Sebastian
- Karel Gott (Jen se hádej)
- Ronnie Spector
- Roy Etzel
- Jill Johnson
- Eva (Je m’en vais)
- Lorrie Morgan
- Billie Jo Spears
- Patty Pravo (Notti bianche)
- Claudia Caluwe (Dit is hartzeer)
- Cliff Carpenter und sein Orchester
- Anneli Mattila (Vieraat huoneet)
- Anna Eriksson (Vieraat huoneet)
- T.B.C.V.

Unter einigen Fußballfans ist die Melodie weit verbreitet; hier lautet der Text: „Ihr seid [Name der gegnerischen Fans], asoziale [Name der gegnerischen Fans], ihr schlaft unter Brücken oder in der Bahnhofsmission…“